# Radomil Kaláb
Radomil Kaláb (31. května 1930, Brno – 16. února 2024, Kroměříž) byl český římskokatolický kněz, který původně působil v podzemní církvi, bývalý vysokoškolský učitel a papežský kaplan.

## Život
Pocházel z věřící, ale nepraktikující rodiny. Vystudoval stavební inženýrství a posléze pracoval jako vědec v oboru železobetonových konstrukcí na stavební fakultě Vysokého učení technického v Brně, kde rovněž vyučoval, a na které později od února do prosince 1991 vedl ústav stavebnin a zkušebních metod. Ve svých 27 letech se rozhodl pro hlubší náboženský život a začal se věnovat četbě teologické literatury. Později pojal úmysl stát se řeholníkem a vstoupil v kontakt se Stanislavem Krátkým, který jej přezkušoval z několika teologických disciplín. Dne 4. dubna 1968 přijal v Brně tajně kněžské svěcení, ihned poté mu však jeho světitel zakázal vstoupit do kteréhokoliv řádu.
V podzemní církvi se věnoval pastoraci zasvěcených žen a vyučování systematické teologie. Roku 1992 odešel z Vysokého učení technického v Brně a poté, co byl sub conditione vysvěcen na kněze, se od 1. října 1992 stal farním vikářem v brněnské farnosti u kostela Neposkvrněného početí Panny Marie. Od července 1995 pak působil jako farář ve farnosti u kostela sv. Bartoloměje v Brně-Žebětíně a následně byl od 1. srpna 2006 ustanoven výpomocným duchovním ve farnosti u kostela sv. Jakuba Staršího v Brně.
V prosinci 2007 mu brněnský biskup Vojtěch Cikrle udělil medaili sv. Petra a Pavla jako poděkování za dlouholetou obětavou práci.
Dne 5. ledna 2014 jej papež František jmenoval kaplanem Jeho Svatosti s titulem Monsignore. a 29. ledna mu pak brněnský biskup Vojtěch Cikrle udělil medaili  sv. Cyrila a Metoděje.
Poslední rok života strávil v Domově sv. Kříže v Kroměříži.
Zemřel 16. února 2024 v kroměřížské nemocnici.
Rozloučení se konalo 2. března v katedrále sv. Petra a Pavla v Brně zadušní mší svatou.
Je pohřben v rodinné hrobce na Ústředním hřbitově v Brně.

## Dílo
- Únosnost betonových prvků v kroucení a při interakci kroucení, ohybu a smyku, Fakulta stavební Vysokého učení technického v Brně, Brno 1975
- Rekonstrukční práce na farním kostele v Žebětíně v r. 1997, Žebětínský občasník 5/1997, str. 6-7
- Výročí – 80 let od vysvěcení kostela sv. Bartoloměje v Žebětíně, Žebětínský občasník 4/2003, str. 24-25
- Všude dovedl žít prostě a radostně, in: Aleš Filip, Jiří Baroš a kolektiv: Jezdili s ním andělé, Centrum pro studium demokracie a kultury, Brno 2012, ISBN 978-80-7325-298-4, str. 50-51